# Robert Trump
Robert Stewart Trump (New York, 26 agosto 1948 – New York, 15 agosto 2020) è stato un dirigente d'azienda statunitense.
Era il fratello minore di Donald Trump.

## Biografia
Robert Stewart Trump è nato nel Queens, New York, il 26 agosto 1948, da Fred Trump e Mary Anne MacLeod Trump.  Era il più giovane dei loro cinque figli; i suoi fratelli erano Maryanne, Fred Jr., Elizabeth e Donald. Trump ha frequentato l'Università di Boston dove si è laureato in economia; mentre era lì giocò a calcio ed era l'MVP e fu il capitano della squadra nel 1969.
Robert Trump viveva a Millbrook, New York. Nel 1980, Trump sposò Blaine Beard, che incontrò a una raccolta fondi di Christie's. Aveva un figliastro Christopher Trump-Retchin. I due hanno chiesto il divorzio nel 2007, e il divorzio è stato finalizzato nel 2009. Trump ha sposato la sua seconda moglie, Ann Marie Pallan, nel gennaio 2020 ed è morto di emorragia cerebrale nell'agosto successivo.

## Carriera imprenditoriale
Trump è entrò a far parte degli affari di suo padre e gestì le partecipazioni immobiliari della Trump Organization fuori Manhattan.
Ha fatto parte del consiglio di amministrazione di ZeniMax Media, la società madre di Bethesda Softworks, posizione che ha ricoperto dal 2000 fino alla sua morte nel 2020. Durante il suo mandato come membro del consiglio, ZeniMax ha pubblicato serie che includono Fallout, The Elder Scrolls, Doom e Wolfenstein. Il suo ruolo nella compagnia è stato evidenziato dai media dopo la sparatoria nella scuola di Parkland, quando suo fratello maggiore Donald Trump ha attribuito ai videogiochi la causa della violenza e in seguito ha incontrato vari capi dell'industria, compreso Robert A. Altman, CEO di ZeniMax. Oltre a far parte del consiglio di amministrazione di ZeniMax, Trump è stato anche un investitore dell'azienda.
Negli anni prima della sua morte, Robert Trump era presidente di Trump Management, un'azienda di proprietà dei fratelli Trump, tra cui Donald e Robert e le loro sorelle Maryanne Trump-Barry ed Elizabeth Trump-Grau.
Trump ha lavorato come sviluppatore immobiliare.